# تارنووکو (استان لهستان بزرگ‌تر)
تارنووکو (به لهستانی:  Tarnówko) یک روستا در لهستان است که در گمینا پووایوو واقع شده‌است.